# Сабін Дмитро Васильович
Сабін Дмитро Васильович (нар. 7 лютого 1979 р.) — український спринтер-каноїст, який змагався на початку 2000-х. Він виграв дві медалі на Чемпіонаті світу з веслування на байдарках і каное: золото (С-1 200 м: 2001) та бронза (С-2 200 м: 2003). Сабін також виграв срібло на дистанції C-1 200 м на Чемпіонаті світу з веслування на байдарках і каное у Севільї у 2002 році, але був дискваліфікований за допінг, хоча йому було дозволено брати участь у чемпіонаті світу наступного року.
Сабін також фінішував восьмим на дистанції C-2 500 м на літніх Олімпійських іграх 2000 року в Сіднеї.